# Louis de Beaufront

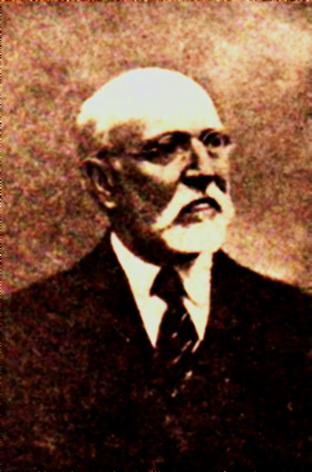
Louis de Beaufront

Louis de Beaufront (* 3. Oktober 1855 als Louis Chevreux; † 8. Januar 1935) war einer der ersten französischen Esperantisten, wurde aber später zu einem der Verbreiter der unter anderem von Louis Couturat propagierten Plansprache Ido. 
Vieles an Beaufronts Leben ist rätselhaft. Er gab sich selbst den Titel eines Marquis, erfand einen Stammbaum, der ihn mit den französischen Königen verband, will einen Doktorgrad der Theologie gehabt und Indien und Japan bereist haben. Angeblich hatte er vor Esperanto bereits ein eigenes Projekt erarbeitet, „Adjuvanto“, es aber für Esperanto aufgegeben. 
Erst nach seinem Tod stellte sich heraus, dass der Hauslehrer de Beaufront mit richtigem Namen Louis Chevreux hieß, seine Mutter war Unterstützungsempfängerin gewesen, sein Vater unbekannt. Sein Biograf Roland Jossinet erkennt an, dass dieser talentierte Autodidakt seine Rolle als Adliger hervorragend gespielt und damit der jungen Esperanto-Bewegung sehr gedient hat.
De Beaufront hatte bereits im Jahr 1888 Esperanto für sich entdeckt. Er gründete 1898 eine Esperanto-Vereinigung «Société Pour la Propagation de l’Espéranto» (SPPE) und dazu eine Zeitschrift, hauptsächlich auf Französisch. Zudem wird zu seinen Verdiensten gerechnet, wichtige Persönlichkeiten für Esperanto geworben zu haben. 
Anders als der Sprachgründer Zamenhof betonte de Beaufront besonders die praktische, weniger die ideelle Seite des Esperanto. Nachdem ihm vorgehalten worden war, als Vermittler eines Vertrages zwischen Zamenhof und dem Verlag Hachette zu hohe Provisionen eingestrichen zu haben, wuchsen die Differenzen zwischen ihm und der Esperanto-Bewegung.
Dennoch wurde er von Zamenhof als Delegierter in ein Komitee entsandt, das sich die Auswahl einer internationalen Sprache zur Aufgabe gemacht hatte (die so genannte Delegation des Mathematikers Louis Couturat). Dort wurde aber nicht – entgegen den ursprünglichen Absprachen – zwischen den bereits bestehenden Plansprachen ausgewählt, sondern ein neues Projekt, das ein Unbekannter unter dem Namen „Ido“ vorgestellt hatte. De Beaufront stimmte für dieses Projekt, dessen Autor er später im Juni 1908 selbst zu sein behauptete. Heute gilt es als erwiesen, dass Ido hauptsächlich von Louis Couturat stammt.